# Limonia angulosa
Limonia angulosa är en tvåvingeart som beskrevs av Alexander 1966. Limonia angulosa ingår i släktet Limonia och familjen småharkrankar. Inga underarter finns listade i Catalogue of Life.